# Міжнародний стандарт
Міжнародний стандарт — стандарт розроблений міжнародною організацією зі стандартизації. Найвідомішою з них є International Organization for Standardization.
Міжнародний стандарт можна застосовувати прямо, чи модифікувати для кращої відповідності місцевим умовам. Результатом модифікації міжнародних стандартів є створення еквівалентних національних стандартів, які можуть відрізнятися:
1. Одиницями вимірювання, способами їх позначення (наприклад використанням десяткової коми)
2. Урядовими вимогами до якості та безпеки, спричиненими кліматичними, географічними, чи індустріальними факторами.

Міжнародні стандарти допомагають долати технічні бар'єри в міжнародній торгівлі, що спричинюються відмінностями стандартів розроблених окремо кожною нацією.
Існує багато організації що розробляють та впроваджують стандарти:
- Американський нафтовий інститут англ. American Petroleum Institute (API)
- American Society for Testing and Materials (ASTM)
- British Standards Institution (BSI)
- European Computer Manufacturers Association (ECMA), Стандарти ECMA
- Міжнародна електротехнічна комісія англ. International Electrotechnical Commission (IEC), Стандарти IEC
- International Organization for Standardization (ISO), Стандарти ISO
- Європейський комітет зі стандартизації фр. Comité Européen de Normalisation (CEN)
- International Telecommunication Union (ITU) and
- Organization for the Advancement of Structured Information Standards (OASIS)
- Всесвітній поштовий союз англ. Universal Postal Union (UPU), Каталог стандартів UPU